# Mateusz Możdżeń
Mateusz Możdżeń (ur. 14 marca 1991 w Warszawie) – polski piłkarz, występujący na pozycji pomocnika, od 2023 r. w Legii II Warszawa.

## Kariera klubowa

### Początki kariery
Wychowanek Ursusa Warszawa, jako junior występował również w Amice Wronki i Lechu Poznań. W barwach poznańskiego klubu w marcu 2008 zaczął grać w rozgrywkach Młodej Ekstraklasy. W pierwszym zespole Lecha Poznań zadebiutował 8 października 2008 w przegranym meczu Pucharu Ekstraklasy z Arką Gdynia (0:3).

### Mistrzostwo Polski
Do kadry pierwszej drużyny Lecha Poznań został włączony w 2009. W Ekstraklasie zadebiutował 18 października 2009 w meczu z Wisłą Kraków (1:0). W sezonie 2009/2010, w którym rozegrał 12 meczów, zdobył z Lechem Poznań mistrzostwo Polski. W marcu 2010 podpisał z poznańskim klubem pierwszy profesjonalny kontrakt, obowiązujący do 30 czerwca 2014. W sierpniu 2010 wystąpił przez pełne 90. minut w przegranym spotkaniu o Superpuchar Polski z Jagiellonią Białystok (0:1). W sezonie 2010/2011 rozegrał w Ekstraklasie 13 meczów i zdobył w niej jednego gola – 31 października 2010 strzelił bramkę w spotkaniu z Wisłą Kraków (4:1). W sezonie 2010/2011 wystąpił także w czterech meczach Ligi Europy – zadebiutował w tych rozgrywkach 19 sierpnia 2010 w wygranym spotkaniu z Dnipro Dniepropietrowskiem (1:0), zaś pierwszego gola zdobył 4 listopada 2010 w wygranym meczu fazy grupowej z Manchesterem City (3:1). Do kwietnia 2011 występował w barwach Lecha również w Młodej Ekstraklasie.

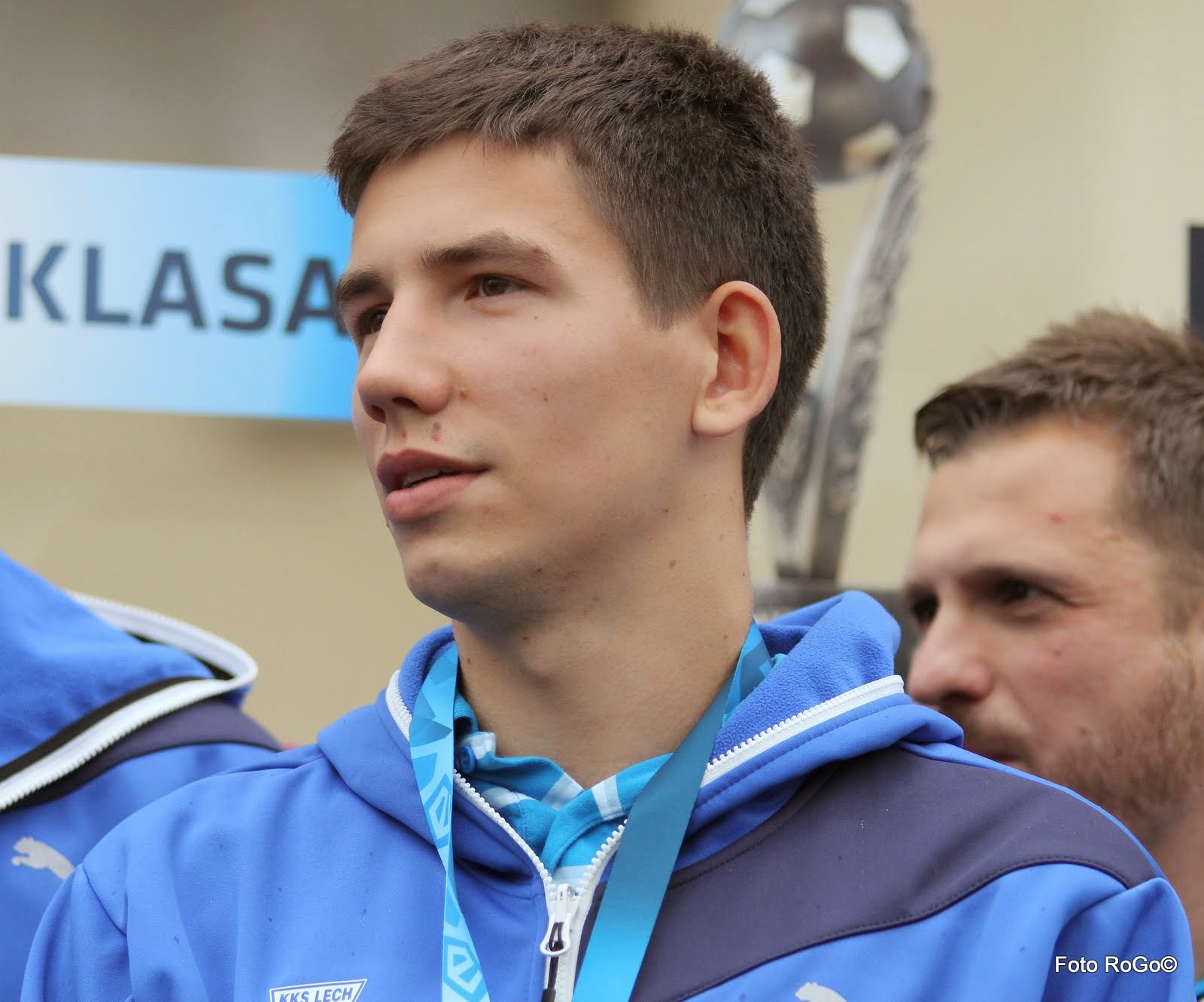
Mateusz Możdżeń w czerwcu 2014

W sezonie 2011/2012 rozegrał w Ekstraklasie 26 meczów, zdobywając cztery bramki w spotkaniach z Ruchem Chorzów (3:0; 19 sierpnia 2011), ŁKS-em Łódź (4:0; 3 grudnia 2011), Cracovią (3:1; 31 marca 2012) i Lechią Gdańsk (2:1; 15 kwietnia 2012). Sezon 2012/2013 rozpoczął jako podstawowy gracz poznańskiej drużyny. W Lidze Europy, w której Lech dotarł do trzeciej rundy eliminacji, wystąpił w sześciu meczach i zdobył dwa gole w spotkaniach z azerskim Xəzərem Lenkoranem (1:1; 19 lipca 2012) i szwedzkim AIK-iem Solna (1:0; 9 sierpnia 2012). W Ekstraklasie występował regularnie, choć nie zawsze w podstawowym składzie (12 razy wchodził na boisko z ławki rezerwowych). 10 maja 2013 w meczu z Widzewem Łódź (4:0) zdobył swoją jedyną ligową bramkę w sezonie 2012/2013. W sezonie 2013/2014 rozegrał w Ekstraklasie 33 mecze i strzelił trzy gole. Okresowo występował na pozycji prawego obrońcy, nominalnie zajmowanej przez Tomasza Kędziorę. Nie przedłużył wygasającego z końcem czerwca 2014 kontraktu z Lechem (poznański klub prowadził z nim negocjacje, przedstawiając kilka ofert nowej umowy) i na początku lipca 2014 stał się wolnym zawodnikiem.

### Dalsza kariera
W lipcu 2014 podpisał umowę z Lechią Gdańsk. Zadebiutował w niej 19 lipca 2014 w meczu z Jagiellonią Białystok (2:2), w którym zmienił w 86. minucie Piotra Wiśniewskiego. W sezonie 2014/2015 rozegrał w Ekstraklasie 24 spotkania (13 w podstawowym składzie), ponadto wystąpił w sześciu meczach trzecioligowych rezerw gdańskiego klubu, dla których zdobył dwie bramki. Po zakończeniu rozgrywek Lechia nie przedłużyła z nim umowy. W czerwcu 2015 trafił do Podbeskidzia Bielsko-Biała. W sezonie 2015/2016, w którym bielski klub spadł do I ligi, był jego podstawowym zawodnikiem – zagrał w 33 meczach, w których zdobył cztery bramki (jedną z rzutu karnego). Będąc graczem Podbeskidzia, dwukrotnie otrzymał nominację do tytułu najlepszego piłkarza miesiąca Ekstraklasy (w październiku 2015 i lutym 2016).
W czerwcu 2016 przeszedł do Korony Kielce, z którą podpisał dwuletni kontrakt z opcją przedłużenia o rok. W kieleckiej drużynie zadebiutował 17 lipca 2016 w przegranym meczu z Zagłębiem Lubin (0:4), zaś pierwszą bramkę strzelił 12 sierpnia 2016 w spotkaniu z Lechią Gdańsk (2:3). W sezonie 2016/2017 zdobył jeszcze trzy gole: 28 kwietnia 2017 w meczu z Lechem Poznań (2:3), 17 maja 2017 w spotkaniu z Wisłą Kraków (3:2) i 22 maja 2017 w meczu z Niecieczą KS (2:0; wybrany został do najlepszej jedenastki 35. kolejki Ekstraklasy). Łącznie w sezonie 2016/2017 spędził na boisku 3143 minuty (36 meczów), zajmując 8. miejsce w klasyfikacji najwięcej grających zawodników. W sezonie 2017/2018 rozegrał w Ekstraklasie 32 mecze i strzelił dwie bramki w spotkaniach z Wisłą Płock (2:0) i Niecieczą KS (3:0). Ponadto wystąpił w pięciu meczach Pucharu Polski, zdobywając gola w dogrywce wygranego spotkania 1/16 finału z Zagłębiem Sosnowiec (2:1). W rundzie jesiennej sezonu 2018/2019 utracił miejsce w podstawowym składzie Korony – w lidze rozegrał 14 spotkań (na 20 możliwych), w tym dziewięć w pierwszej jedenastce, a także zdobył jednego gola w rozegranym 8 grudnia 2018 zremisowanym meczu z Wisłą Płock (2:2).
W styczniu 2019 przeszedł na zasadzie transferu definitywnego do Zagłębia Sosnowiec, z którym podpisał półtoraroczny kontrakt. W tym okresie jego pozyskaniem zainteresowane były też: Górnik Zabrze, Dinamo Bukareszt i Dundee FC. 24 sierpnia 2019 roku został piłkarzem Widzewa Łódź, podpisując dwuletni kontrakt z opcją przedłużenia. W wygranym 2:1 meczu II ligi z rezerwami swojego byłego klubu - Lecha Poznań – strzelił pierwszą w karierze bramkę głową. W sezonie 2019/20 rozegrał łącznie 29 meczów, w których zdobył 3 gole oraz zanotował 2 asysty i awansował z drużyną do I ligi. W sezonie 2020/2021 był podstawowym zawodnikiem w I lidze, gdzie zespół zajął 9. miejsce w tabeli. Po zakończeniu sezonu trafił do Znicza Pruszków, gdzie w ciągu kolejnych dwóch sezonów rozegrał 34 spotkania, strzelając 2 bramki na poziomie II ligi. 11 stycznia 2023 odszedł ze Znicza. 14 lutego 2023 r. zarejestrowany w Legii II Warszawa. 11 marca 2023 r. zadebiutował w barwach rezerw stołecznego klubu, wchodząc na boisko w 46. minucie za Jakuba Kisiela, zdobywając w 50. minucie bramkę na 1:1 w wygranym 3:2 meczu III ligi przeciwko Pelikanowi Łowicz. 7 czerwca 2023 r. zdobył z Legią II mazowiecki Puchar Polski.

## Kariera reprezentacyjna
Występował w reprezentacjach Polski juniorów i młodzieżowców. W czerwcu 2007 wraz z kadrą U-16 uczestniczył w turnieju im. Wiktora Bannikowa na Ukrainie. W październiku 2007 zagrał w trzech meczach reprezentacji Polski U-17 w ramach kwalifikacji do mistrzostw Europy U-17. W maju 2010 rozegrał trzy spotkania w barwach kadry U-19 w eliminacjach do mistrzostw Europy U-19.
W latach 2010–2011 wystąpił w barwach reprezentacji Polski U-20 w pięciu meczach Turnieju Czterech Narodów. W kadrze U-21 rozegrał dwa spotkania – 6 czerwca 2011 wystąpił w meczu towarzyskim z Grecją (1:2), zaś 2 września 2011 zagrał w spotkaniu eliminacyjnym do młodzieżowych mistrzostw Europy z Albanią (3:0), w którym w 68. minucie zmienił Bartosza Salamona.

## Statystyki
| Klub                       | Sezon            | Liga             | Liga | Liga | Puchar Polski | Puchar Polski | Liga Europy | Liga Europy | Superpuchar Polski | Superpuchar Polski | Razem | Razem |
| Klub                       | Sezon            | Liga             | M    | B    | M             | B             | M           | B           | M                  | B                  | M     | B     |
| -------------------------- | ---------------- | ---------------- | ---- | ---- | ------------- | ------------- | ----------- | ----------- | ------------------ | ------------------ | ----- | ----- |
| Lech Poznań                | 2009/2010        | Ekstraklasa      | 12   | 0    | 0             | 0             | 0           | 0           | 0                  | 0                  | 12    | 0     |
| Lech Poznań                | 2010/2011        | Ekstraklasa      | 13   | 1    | 2             | 0             | 4           | 1           | 1                  | 0                  | 20    | 2     |
| Lech Poznań                | 2011/2012        | Ekstraklasa      | 26   | 4    | 3             | 0             | –           | –           | –                  | –                  | 29    | 4     |
| Lech Poznań                | 2012/2013        | Ekstraklasa      | 25   | 1    | 1             | 0             | 6           | 2           | –                  | –                  | 32    | 3     |
| Lech Poznań                | 2013/2014        | Ekstraklasa      | 33   | 3    | 2             | 0             | 3           | 0           | –                  | –                  | 38    | 3     |
| Lech Poznań                | Lech Poznań      | Lech Poznań      | 109  | 9    | 8             | 0             | 13          | 3           | 1                  | 0                  | 131   | 12    |
| Lechia Gdańsk              | 2014/2015        | Ekstraklasa      | 24   | 0    | 1             | 0             | –           | –           | –                  | –                  | 25    | 0     |
| Podbeskidzie Bielsko-Biała | 2015/2016        | Ekstraklasa      | 33   | 4    | 2             | 0             | –           | –           | –                  | –                  | 35    | 4     |
| Korona Kielce              | 2016/2017        | Ekstraklasa      | 36   | 4    | 0             | 0             | –           | –           | –                  | –                  | 36    | 4     |
| Korona Kielce              | 2017/2018        | Ekstraklasa      | 32   | 2    | 5             | 1             | –           | –           | –                  | –                  | 37    | 3     |
| Korona Kielce              | 2018/2019        | Ekstraklasa      | 14   | 1    | 1             | 0             | –           | –           | –                  | –                  | 15    | 1     |
| Korona Kielce              | Korona Kielce    | Korona Kielce    | 82   | 7    | 6             | 1             | –           | –           | –                  | –                  | 88    | 8     |
| Zagłębie Sosnowiec         | 2018/2019        | Ekstraklasa      | 14   | 3    | 0             | 0             | –           | –           | –                  | –                  | 14    | 3     |
| Widzew Łódź                | 2019/2020        | II liga          | 27   | 3    | 2             | 0             | –           | –           | –                  | –                  | 29    | 3     |
| Widzew Łódź                | 2020/2021        | I liga           | 0    | 0    | 1             | 0             | –           | –           | –                  | –                  | 1     | 0     |
| Razem w karierze           | Razem w karierze | Razem w karierze | 289  | 26   | 20            | 1             | 13          | 3           | 1                  | 0                  | 323   | 30    |
| Stan na 15 sierpnia 2020   |                  |                  |      |      |               |               |             |             |                    |                    |       |       |

## Sukcesy

### Lech Poznań
- Mistrzostwo Polski: 2009/2010

### Legia II Warszawa
- Puchar Polski Mazowieckiego Związku Piłki Nożnej: 2022/2023[22]